# 広東省 (中華民国)
広東省（カントンしょう）は、かつて中華民国に存在した省。現在の中華人民共和国広東省に相当する。

## 地理
清代の広東省の管轄地域を継承して成立した。1914年（民国3年）、南澳島が移管され管轄面積は218,511平方キロメートルとなった。1949年（民国38年）5月、海南島及び南洋諸島が海南特別行政区として分割されている。
東は福建省、北は江西省、湖南省、西は広西省及びフランス領インドシナに接し、南は瓊州海峡を隔て海南特別行政区に接していた。

## 歴史
1911年（宣統3年）、辛亥革命が勃発すると11月9日に広東省は独立、広東都督府が設置されその下部に軍政、民政等の8部2処を設置した。1913年（民国2年）には民政長官としての民政長を設置、1914年（民国3年）には民政長を巡按使、1916年7月には省長と改称された。
1925年（民国14年）7月1日、広州国民政府は全国初の省政府として広東省政府を広州に設置、省務会議による省行政の一元管理を行った。同日に公布された『省政府組織法』に基づき委員及び主席を選出している。
1926年（民国15年）11月10日、国民党中央政治会議は広東省政府を広東省政府委員会に改編することを決定、また広州国民政府は同日『修正省政府組織法』により省政府の元に民政、財政等の庁を設置している。1927年（民国16年）の上海クーデター以降、広東省政府は南京国民政府に帰順、同年7月11日には省政府を解体し、常務委員制度を採用している。1936年（民国25年）10月3日、行政督察区が施行されると全省に9区が設置されている。
日中戦争が勃発すると、1938年（民国27年）10月に日本軍が広東省一帯を占領し、中華民国政府は実効支配権を喪失したため、汪兆銘政権による統治が実施された。その後、1945年（民国34年）8月15日、日本の敗戦と汪兆銘政権の崩壊により中華民国による統治が復活し、さらに9月21日にはフランスの租借地であった広州湾租借地が中華民国に返還され、湛江市となった。1949年（民国38年）4月には海南特別行政区が発足したため、海南島、東沙諸島、太平島などの地域が広東省の管轄から離れた。
1949年（民国38年）10月14日、共産党勢力により省会の広州市が「解放」されると、中華民国が実効支配する広東省の地域は万山群島のみとなった。翌1950年（民国39年）5月25日には万山群島戦役が勃発し、8月4日に人民解放軍が全島を制圧したため、中華民国は実効支配権を喪失した。

## 省会
省会は当初番禺県に設置されたが、1925年（民国36年）以降は広州市に移された。

## 歴代省長
| 代 | 氏名   | 就任日     | 退任日 |
| -- | ------ | ---------- | ------ |
| 1  | 胡漢民 | 1912年3月  | -      |
| 2  | 陳炯明 | 1913年6月  | -      |
| 3  | 竜済光 | 1913年8月  | -      |
| 4  | 陸栄廷 | 1916年7月  | -      |
| 5  | 陳炳焜 | 1917年4月  | -      |
| 6  | 李耀漢 | 1917年10月 | -      |
| 7  | 莫栄新 | 1917年11月 | -      |
| 8  | 陳炯明 | 1920年11月 | -      |
| 9  | 許崇智 | 1923年1月  | -      |
| 10 | 沈鴻英 | 1923年3月  | -      |
| 11 | 林虎   | 1924年5月  | -      |
| 12 | 許崇智 | 1924年5月  | -      |
| 13 | 李済深 | 1927年7月  | -      |
| 14 | 陳銘枢 | 1929年7月  | -      |
| 15 | 林雲陔 | 1931年5月  | -      |
| 16 | 黄慕松 | 1936年7月  | -      |
| 17 | 呉鉄城 | 1937年3月  | -      |
| 18 | 李漢魂 | 1938年12月 | -      |
| 19 | 羅卓英 | 1945年8月  | -      |
| 20 | 宋子文 | 1947年9月  | -      |
| 21 | 薛岳   | 1949年1月  | -      |

## 行政区画

### 道制
民国建国当初は清代の道は県に改編されたが、1914年（民国3年）5月、粤海道、嶺南道、潮循道、高雷道、瓊崖道、欽廉道の6道が設置され、6月に道尹を任命している。1920年（民国9年）11月、陳炯明が省長に就任すると欽廉道、嶺南道を廃止、12月6日には粤海道、潮循道、高雷道、瓊崖道の廃止を指示し道制は消滅した。

### 県級行政区画
中華人民共和国成立直前の管轄行政区画は下記の2市85県。
- 市
  - 汕頭市
  - 湛江市
- 県級市
  - 梅菉市:1930年12月に廃止される。
- 県
  - 鬱南県:清代の西寧県。1914年1月改称。
  - 雲浮県:清代の東安県。1914年1月改称。
  - 英徳県
  - 翁源県
  - 恩平県
  - 化県
  - 花県
  - 開建県
  - 海康県
  - 開平県
  - 海豊県
  - 鶴山県
  - 河源県
  - 曲江県
  - 欽県
  - 恵陽県:清代の帰善県。1914年1月改称。
  - 恵来県
  - 掲陽県
  - 広寧県
  - 興寧県
  - 合浦県
  - 高明県
  - 高要県
  - 五華県:清代の長楽県。1914年1月改称。
  - 呉川県
  - 三水県
  - 四会県
  - 紫金県:清代の永安県。1914年1月改称。
  - 始興県
  - 従化県
  - 順徳県
  - 饒平県
  - 徐聞県
  - 仁化県
  - 新会県
  - 信宜県
  - 新興県
  - 新豊県:清代の長寧県。1914年1月改称。
  - 遂渓県
  - 清遠県
  - 赤渓県
  - 増城県
  - 台山県:清代の清寧県。1914年1月改称。
  - 大埔県
  - 中山県:清代の香山県。1925年3月改称。
  - 潮安県:清代の海陽県。1914年1月改称。
  - 澄海県
  - 電白県
  - 東莞県
  - 徳慶県
  - 南澳県
  - 南海県
  - 南山県
  - 南雄県
  - 乳源県
  - 梅県
  - 梅茂県:1947年9月、梅菉管理局の茂名県、呉川県の県境に設置。
  - 博羅県
  - 番禺県:1921年10月、広州城区を広州市として分割。
  - 封川県
  - 仏岡県
  - 普寧県
  - 平遠県:清代の鎮平県。1914年1月改称。
  - 宝安県:清代の新安県。1914年1月改称。
  - 豊順県
  - 防城県
  - 茂名県
  - 陽江県
  - 陽山県
  - 楽昌県
  - 羅定県
  - 陸豊県
  - 竜川県
  - 竜門県
  - 霊山県
  - 連県
  - 廉江県:清代の石城県。1914年1月改称。
  - 連山県
  - 連南県:1942年6月、連県、陽山県、連山県の一部に設置される。
  - 連平県
  - 和平県

### 行政督察区
1925年（民国14年）11月21日、全省を6区に分割した行政区が設置されたが、翌年11月10日、広州国民政府により廃止されている。
1934年（民国23年）、行政院により行政督察区制度が施行され、全省に9区の行政督察区が設置され、行政整理を経ながら1949年の中国共産党による「解放」まで沿襲された。